# Бетар
Бетар е антична крепост в Юдейските планини.
Бетар е последната еврейска крепост, която устоява на римската офанзива по време на Въстанието на Бар Кохба. Разрушена е от римските войски през 135 година.
Днес крепостта се намира на територията на Палестинската автономия.